# Dypsis fibrosa
Dypsis fibrosa là loài thực vật có hoa thuộc họ Arecaceae. Loài này được (C.H.Wright) Beentje & J.Dransf. mô tả khoa học đầu tiên năm 1995.